# Єскенебулаги
Єскенебулаги́ (каз. Ескенебұлағы) — село у складі Аягозького району Абайської області Казахстану. Входить до складу Минбулацького сільського округу.
Населення — 33 особи (2021; 113 у 2009, 156 у 1999, 379 у 1989).
Національний склад станом на 1989 рік:
- казахи — 100 %

Станом на 1989 рік село називалось Єскене-Булаги.